# Георг-Генніг фон Гейдебрек
Георг-Генніг Ганс фон Гейдебрек (нім. Georg-Hennig Hans von Heydebreck; 27 грудня 1903, Потсдам — 12 квітня 1976, Аренсбург) — німецький офіцер, оберст вермахту і резерву бундесверу. Кавалер Лицарського хреста Залізного хреста.

## Біографія
Представник знатного померанського роду. Син оберста Прусської армії Ганса фон Гейдебрека і його дружини Емілії, уродженої фон Ліхтенберг. Він навчався у школі в рідному місті, потім у гуманістичній гімназії імператриці Августи у Шарлоттенбурзі та, нарешті, у педагогічному училищі у Путбусі, яке закінчив у 1922 році. 1 квітня того ж року вступив в кавалерійський полк рейхсверу. Будучи кадетом Центрального піхотного училища Мюнхена, разом з товаришами брав участь в Пивному путчі.
Учасник Польської і Французької кампаній, командир роти 8-го танкового полку. З грудня 1940 року — командир 1-го дивізіону 201-го танкового полку 17-ї танкової дивізії. Учасник Німецько-радянської війни, бився під Харковом, на півдні Росії та на Кавказі. В червні 1942 року поранений осколком гранати. З 6 липня 1942 року — командир 201-го танкового полку. З 18 жовтня по 10 листопада 1942 року — інструктор з тактики командного училища Парижа. З 15 листопада 1942 року — командир 201-го танкового полку, з яким бився в районі Ростова-на-Дону. З 18 січня 1943 року — командир 39-го піхотного полку. 15 травня 1943 року відправлений в командний резерв ОКГ. З 20 липня 1943 року — командир парашутно-танкового полку «Герман Герінг» 1-ї парашутно-танкової дивізії «Герман Герінг». з яким бився в Італії. В червні 1944 року поранений і до кінця Другої світової війни перебував у різних шпиталях. В кінці війни взятий в полон американськими військами в баварському шпиталі. У вересні 1945 року звільнений.
Після звільнення оселився в Беблінгені, де мешкала його родина. До 1948 року ніде не працював через наслідки отриманого на війні поранення. В 1947 році успішно пройшов денацифікацію щодо своєї участі в Пивному путчі та отриманні Ордена крові: Гейдебрек заявив, що не знав про незаконність путчу і не вимагав ордена. В 1948 році відкрив підприємство з вулканізації шин в Беблінгені. Пізніше влаштувався на роботу до автомобільного виробника Daimler-Benz в Зіндельфінгені. В 1956 році вступив в ХДС. В 1962 році переїхав в Аренсбург і очолив районний відділ ХДС в Штормарні. Окрім цього, він був зарахований в резерв бундесверу і брав участь у різних навчаннях.

## Звання
- Кандидат в офіцери (1 квітня 1922)
- Гауптман (1 жовтня 1934)
- Майор (1 червня 1940)
- Оберстлейтенант
- Оберст (1 червня 1943)

## Нагороди
- Орден крові (№1476; 9 листопада 1933)
- Медаль «За вислугу років у Вермахті» 4-го і 3-го класу (12 років; 1936)
- Залізний хрест 2-го і 1-го класу
- Нагрудний знак «За танкову атаку» в сріблі
- Нагрудний знак «За поранення» в чорному
- Німецький хрест в золоті (23 жовтня 1942)
- Сертифікат Пошани Головнокомандувача Сухопутних військ Вермахту (№1655; 28 березня 1943)
- Нарукавна стрічка 1-ї парашутно-танкової дивізії «Герман Герінг»
- Лицарський хрест Залізного хреста (25 червня 1944)
- Орден Святого Йоанна (Бранденбург), почесний лицар